# Mimmo Mignemi
Domenico Mignemi, detto Mimmo (Catania, 30 novembre 1956) è un attore e regista teatrale italiano.

## Biografia
Dopo aver studiato alla Scuola di recitazione del Teatro Stabile di Catania, inizia una lunga carriera teatrale, prima con lo stesso Teatro Stabile e poi in molti teatri italiani, recitando in un gran numero di lavori, con registi quali Melo Freni, Puggelli, Armando Pugliese, Ennio Coltorti e Giuseppe Dipasquale.
È stato anche tra i protagonisti dei più conosciuti musical di Tony Cucchiara, tra cui Pipino il breve, La fanciulla che campava di vento, Don Chisciotto di Girgenti (con Lando Buzzanca), Caino e Abele e Stasera musical.
Nel 1998 vince il "premio Scena" come migliore attore teatrale siciliano e nel 2003 vince il "premio Pippo Fava" per il teatro.
Per il cinema, Mignemi ha recitato in numerosi film, tra cui: La sposa era bellissima (1986) di Pál Gábor, Nuovo Cinema Paradiso (1989) di Giuseppe Tornatore, Orlando sei (1989) di Dante Majorana, Tre birre (1991) di Michele Truglio, Arriva la bufera (1992) di Daniele Luchetti, Magnificat (1993) di Pupi Avati, La scorta (1993) di Ricky Tognazzi, Pasolini, un delitto italiano (1995) di Marco Tullio Giordana, Onorevoli detenuti (1999) di Giancarlo Planta, I cento passi (2000) di Marco Tullio Giordana, My Name Is Tanino di Paolo Virzì, La meglio gioventù (2003) di Marco Tullio Giordana, Alla luce del sole (2005) di Roberto Faenza, L'ultimo padrino (2008), Fortapàsc (2009) di Marco Risi e Sole a catinelle (2013) di Gennaro Nunziante.
Per la televisione ha partecipato alla prima edizione de La piovra (1984) di Damiano Damiani, lavora poi in serie quali 48 ore di Eros Puglielli (dove è protagonista accanto a Claudia Gerini e Claudio Amendola), Piper di Carlo Vanzina e Il capo dei capi di Alexis Sweet ed Enzo Monteleone. Nel 2009 è al fianco di Terence Hill in L'uomo che cavalcava nel buio, trasmesso su Rai 1. Compare anche in Don Matteo 12 e ne La mafia uccide solo d'estate.

## Filmografia

### Cinema
- La sposa era bellissima, regia di Pál Gábor (1986)
- Nuovo Cinema Paradiso, regia di Giuseppe Tornatore (1988)
- Orlando sei, regia di Dante Majorana (1989)
- Tre birre, regia di Michele Truglio (1991)
- Magnificat, regia di Pupi Avati (1993)
- Arriva la bufera, regia di Daniele Luchetti (1993)
- La scorta, regia di Ricky Tognazzi (1993)
- Pasolini, un delitto italiano, regia di Marco Tullio Giordana (1995)
- Onorevoli detenuti, regia di Giancarlo Planta (1998)
- I cento passi, regia di Marco Tullio Giordana (2000)
- My Name Is Tanino, regia di Paolo Virzì  (2002)
- La meglio gioventù, regia di Marco Tullio Giordana (2003)
- Alla luce del sole, regia di Roberto Faenza (2005)
- Fortapàsc, regia di Marco Risi (2009)
- Sole a catinelle, regia di Gennaro Nunziante (2013)
- Caccia al tesoro, regia di Carlo Vanzina (2017)
- Entro mezzanotte, regia di Tony Gangitano e Peppino Orecchia (2018)
- Niente di serio, regia di Laszlo Barbo (2018)
- Il tuttofare, regia di Valerio Attanasio (2018)
- L'ultimo Paradiso, regia di Rocco Ricciardulli (2021)
- School of Mafia, regia di Alessandro Pondi (2021)
- I fratelli De Filippo, regia di Sergio Rubini (2021)
- La notte più lunga dell'anno, regia di Simone Aleandri (2022)
- Santocielo, regia di Francesco Amato (2023)

### Televisione
- La piovra, regia di Damiano Damiani – miniserie TV (1984)
- La famiglia Ceravolo, regia di Melo Freni – miniserie TV (1985)
- Per odio, per amore, regia di Nelo Risi – Film TV (1991)
- La meglio gioventù, regia di Marco Tullio Giordana – miniserie TV (2003)
- R.I.S. - Delitti imperfetti – serie TV, episodio 1x03 (2005)
- 48 ore – serie TV (2006)
- Il capo dei capi, regia di Enzo Monteleone e Alexis Sweet – miniserie TV (2007)
- Piper, regia di Carlo Vanzina – film TV (2007)
- L'ultimo padrino, regia di Marco Risi – miniserie TV (2008)
- Un ciclone in famiglia 4 – serie TV (2008)
- L'uomo che cavalcava nel buio, regia di Salvatore Basile – miniserie TV (2009)
- L'ombra del destino, regia di Pier Belloni – miniserie TV (2011)
- Squadra antimafia – serie TV, episodi 5x02-5x07-5x08 (2013)
- Il bosco, regia di Eros Puglielli – miniserie TV (2015)
- Squadra mobile – serie TV, episodio 1x02 (2015)
- Il commissario Montalbano – serie TV, episodio 10x28 (2016)
- La mafia uccide solo d'estate - la serie – serie TV, 5 episodi (2016)
- L'onore e il rispetto - Ultimo capitolo – serie TV (2017)
- The Bad Guy – serie TV (2022-2024)
- Doc - Nelle tue mani – serie TV, episodio 3x02 (2024)